# Nu Centauri

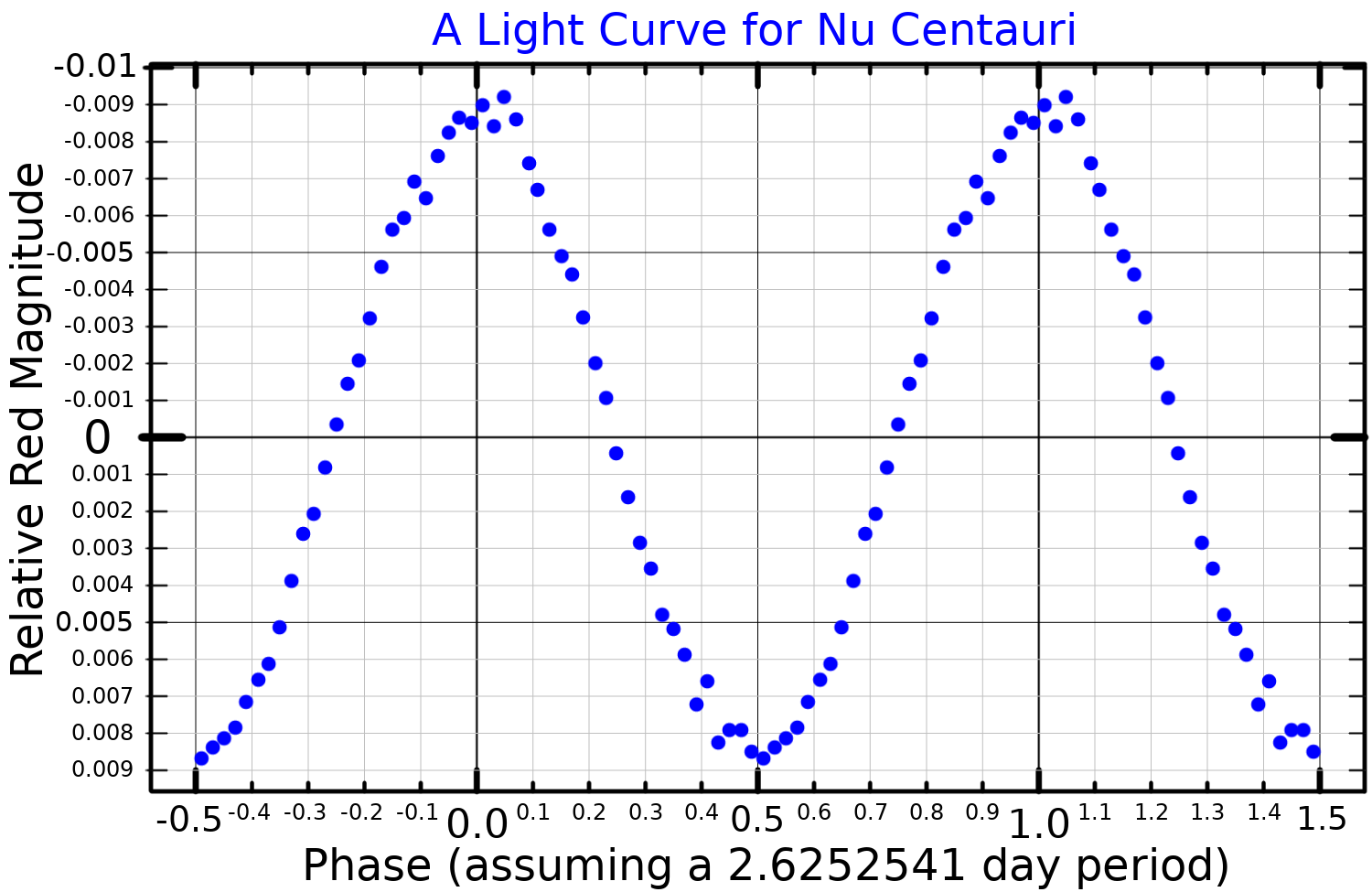
Lichtkromme van Nu Centauri

Nu Centauri is een dubbelster in het sterrenbeeld Centaur. De ster is een subreus.